# Wrath of the Tyrant
Wrath of the Tyrant este prima realizare discografică a formației Emperor. Acest album este singurul în care Samoth cântă la baterie.
Pe coperta versiunii originale a acestui demo e desenată o Himeră. În 1994 a fost relansat de casa de discuri Wild Rags Records. Această versiune include două melodii în plus față de versiunea originală, aceste melodii fiind preluate de pe EP-ul As the Shadows Rise; o altă diferență notabilă e schimbarea copertei, cel care apare pe copertă fiind Tchort. În 1998 a fost relansat de casa de discuri Candlelight Records împreună cu EP-ul Emperor pe compilația Emperor / Wrath of the Tyrant, coperta acestei compilații fiind aceeași cu cea a EP-ului Emperor.

## Lista pieselor
1. "Introduction" - 02:20
2. "Ancient Queen" - 03:17
3. "My Empire's Doom" - 04:34
4. "Forgotten Centuries" - 02:51
5. "Night Of The Graveless Souls" - 02:56
6. "Moon Over Kara-Shehr" - 04:25
7. "Witches Sabbath" - 05:41
8. "Lord Of The Storms" - 02:10
9. "Wrath Of The Tyrant" - 03:58

## Personal
- Ihsahn - vocal, chitară, sintetizator
- Samoth - baterie
- Mortiis - chitară bas